# Masis Zobojan
Masis Zobojan – duchowny Apostolskiego Kościoła Ormiańskiego, od 2018 biskup Kuwejtu. Sakrę biskupią otrzymał 15 kwietnia 2018.